# 遵永大捷
遵永大捷，明朝崇祯三年（后金天聪四年，1630年），明清战争己巳之变中，明军击败后金军，收复滦州、永平府、迁安县、遵化县四城的作战，史称遵永大捷。
1629年十一月，后金军到达遵化，距城五里扎营。明朝山海关总兵赵率教得知后，率四千援军，疾驰三昼夜，抵达三屯营，明朝总兵朱国彦拒绝未能入城。赵率教西进，中后金军埋伏，全力而战，中矢身亡，全军被歼。后金军向遵化城发起攻击，城破，游击彭文炳战死，巡抚王元雅自杀。后金軍乘胜进下三屯营、马兰镇，朱国彦自缢身亡。1630年正月，明朝兵部侍郎刘之綸奉命收复遵化，率八营兵出蓟州镇，进抵遵化近郊娘娘庙山。后金軍出城抗击，破明军二营，再调三万骑兵冲击，击败明军后，包围娘娘庙山。刘之綸力战身亡，只有一营突围成功。
后金军在攻克遵化后，经沙河驿站，1630年正月初一，到达永平，正月初二，在明朝降将杨春的配合下，一举登上城楼，进入永平城，阵斩明朝兵备副使郑国昌、知府张凤奇、东胜卫指挥张国翰等。明朝守军将士奋勇抵抗，击杀后金军众多士卒和杨春，明朝中书舍人廖汝钦、原副总兵焦延庆相继战死。正月初四，后金军攻占永平。
后金汗皇太极派大贝勒阿敏、贝勒硕托领五千兵入关，与驻守滦州（今河北省滦县）、永平（今卢龙县）、迁安、遵化四城的阿巴泰换防。五月，明朝兵部尚书、大学士孙承宗督理军务，重新组织力量，由山西总兵马世龙、锦州总兵祖大寿、山东总兵杨绍基等统兵进攻滦州，各乡武装三万余人自办粮草，协同攻城。阿敏在永平得知滦州被围，派大臣巴都礼領兵数百赴援。为了缩短战线，将迁安后金守兵撤至永平。明军歼灭巴都礼所率军队，用红夷大炮轰击滦州城，尽毁城楼。后金守将纳穆泰率众力战不支，五月十二日夜，弃城逃向永平，途中遭到明军拦截，损失将士四百余人。阿敏连续受挫，下令全线撤军。亲率大军出山海关，返回沈阳。明军收复滦州等四城。

## 战役前夕
四月间，皇太极下令，让大贝勒阿敏、贝勒硕托，率领五千士兵。前往关内交接换班，代替贝勒阿巴泰等镇守关内遵永四城各地。孙承宗得知后金军队可能要交接换班，于是趁机让祖大寿带兵抵达滦州城，试探攻打。
夜晚，明军抵达滦州城南门，并继续攻击城西北角，但是城内并无内应给明军开门。于是祖大寿趁着夜色掩护，带队渡过河流撤退。阿巴泰，萨哈廉从永平率领三旗兵出发支援滦州，但到达滦河岸边时，明军已经撤退了，于是后金军返回永平。祖大寿率军驻扎抚宁城，继续以小队出击骚扰为主。
四月上旬，贝勒阿巴泰、济尔哈朗和萨哈廉率领大军，班师北上。凯旋队伍带有大量俘虏人口、牲畜、金银财货等物品。 四月底，这批队伍抵达沈阳城外，皇太极询问这次俘获多少，他们回答说这次俘获了许多汉人。皇太极很高兴，认为金银财宝虽然多了也不足以喜悦，唯独多得人口才是值得欣喜的。金银财宝用得完了会消耗尽，但人口可以用之不尽。得到人口加入后金，他们所生的子孙，就属于八旗军自己人了。
而此时的关内后金军，则只有阿敏所率五千多士兵。大贝勒阿敏榜发声明，告诫众人，指责居民们遇到明军斥候却不告诉后金军。阿敏宣布，凡是有居民隐藏明军行踪，居民全家将被判处死刑，妻子作奴隶，而异居兄弟将免于罪。若有勇士能捕获明军首领，将奖赏十两银子并将战利品交给勇士。明军斥候经过乡村时，若民众无法抵挡，可立即报告后金军。若居民不报告，后金军将追查行踪，找到明军经过的村庄，将居民一律诛杀。
当时祖大寿多次派遣间谍，前往后金军驻守的城市，搜集情报。阿敏第一次抓获明人间谍，写信并让他带给祖大寿。第二次则斩杀了明人间谍，曾帮助间谍的平民则被割掉耳鼻。阿敏又写信给祖大寿，若有帮助明人间谍的平民，都将会被诛杀。
阿敏交接班次之后，后金军在出城收集粮草时，多次遇到了明军小队的骚扰。其中一次遭遇祖大寿的精兵队伍， 一名正白旗军官，卓尔纠，阵亡。
阿敏派出间谍前往各地。得知蓟州马世龙在集结军队。且得知山海关一带明军在集结数万士兵，以及数千人工匠队伍，正图谋进攻永平城、或滦州城。阿敏得知情报，给汉人间谍赏赐了白银，每人三两至十两白银。

## 滦州之战
明军于山海关一带打造攻城器具，计划在四月廿五日完成。孙承宗调兵遣将，集结各地军队，携带攻城器具和粮草，抵达前线。此外，还下令蓟州一带的明军，出兵遵化和永平，牵制一部分后金军队。山海关一带明军，计划于五月初四日集结誓师，以初六日出师。
辽军旗鼓官周文郁，联络了滦州城外的乡绅，请乡绅集结各地难民组成义勇乡兵，并教授团练战法给乡绅。孙承宗大军出征滦州之时，郊野乡兵已经高达数万，自备干粮，以大棍棒作兵器，且为明军向导。
五月初四日，祖大寿举行了誓师仪式，牛酒祭天，士气高昂。朝廷宣布承诺论功行赏，奖励大量的战马和白银，于是士兵们都积极踊跃，愿意竭尽全力。
初六日凌晨，大军出发，经过四十里的抚宁，宿营于昌黎。次日行军八十里到达乐亭。乐亭知县李凤翥为大军继续打造攻城器具，并准备更多糇粮、火药、铅子，以典史张可礼督运。
孙承宗下令明军列阵，出征滦州城。
左翼先锋，为祖可法、祖泽润、孟道、蔡可贤。以及左胁营曹恭诚、韩大勲、孙定辽。
右翼先锋，为黄惟正、张存仁、郑一麟、于永绶为右哨。以及右胁营罗景荣、孟继孔、赵国志；
左翼中军，为钟宇、刘源清、张弘谟、刘天禄。以及左步营黄龙，
右翼中军，为刘应选、刘定邦、刘应国、李正蓁。以及右步营汪子静。
大本营后劲军，为祖大寿、祖泽洪、储定邦、于应选、杨汝梅。以及左夷营海参代，刘汉唐，吴襄，窦承武。
张春亦统门下官丁及匡永营黄诗，兵三千。乡兵都守邵思忠等，乡兵六七万余，携火炮、弓箭。邱禾嘉亦同满库等率马步官兵三千余。共同汇合孙承宗。
大军云集于滦州城外的汀流河。
初十，中午，大军抵滦城下。各位将领统帅整顿士兵火器，分配攻城的任务。祖大寿和二十多员辽军将领进攻南面城墙，丘禾嘉进攻东面城墙，张春进攻西面城墙，留北面为后金军逃生之路。
且明军发副参黄惟正、张存仁、孟道、祖可法、祖泽润、孙定辽、韩大勲、郑一麟、于永绶、曹恭诚、蔡可贤十一将领，统一万精锐骑兵，埋伏于滦州城以北的山地，截杀后金军逃兵。
黄龙队伍先以西洋炮射击城上垛口，而垛口多处坠落。后金军立即用木板门遮蔽城上，堵塞缺口。到下午，明军扎营休息。祖大寿亲自巡逻军营，命令立功的总兵窦承武保持警惕，以防止后金军的夜袭。
十一日，祖大寿督造攻城器具，士兵要每人准备一囊沙土和一束柳梢，而乡兵要用柳梢和沙土填平城外壕堑。孙承宗传令各队伍曰，用榆树和柳树来填壕堑，还需要沙土覆盖防止着火。
明军大炮开始射击城上后金军，同时明军在城下前进，使用废屋的砖石、瓦坯、土囊，以及枝梢来建造通道，抵达城下，挖掘墙壁，开出洞口，作剜城战术。
至中午时分，总理镇马世龙、宁夏镇尤世禄、延绥镇吴自勉、三屯镇杨肇基、固原镇杨麒、临洮镇王承恩相继抵达滦城外。
马世龙率领标下的副总兵曹文诏，指挥参游王承胤、石柱国、郑一亨等二百二十五名军官到达。尤世禄督统宁绥官兵，副总兵高鹏游，都来胤昌、李梦旸等五十九名军官到达。杨麒督统将领陈边务、李鸿嗣等八十五名军官到达。王承恩督统都司马燮等七十二名军官到达。吴自勉督统都司高普见等九十二名军官到达。杨肇基督统中军参将刘泽清等九十三名军官到达。这批援军总共六个镇，合计骑兵上万。
而总督张凤翼、巡抚许如兰、蓟镇贾克忠、监军御史吴阿衡、四川监军道刘可训指挥总兵宋伟、副总兵谢尚政、邓玘等将领攻击遵化，以牵制后金军。
此时明朝军队簇拥在城外郊野，如同白雪覆盖河岸，云层笼罩山脉。孙承宗的山海关大军、六镇援军、和八九万的义勇乡兵，排列在滦河沿岸，更是犹如聚集的蚁群和蜂巢，显得白云、山脉、草木都到处充满士兵。就伙夫也觉得明军强盛可靠，人人欢呼。即使后金军射击箭如雨下，明军却几乎没有人感到恐惧。
这天明军暂停进攻，回营休息，由乡兵出动填补壕堑。孙承宗约定各军，次日全体攻城。以祖大寿，丘禾嘉队伍攻击东面城墙，堵截追杀北门后金军；杨肇基和杨麒攻击东南角，吴自勉和尤世禄攻击西南角。张春，王承恩与郑一亨，攻击南面城墙。
后金军守城将领，为固山额真纳穆泰、图尔格、汤古代等，各自设立据点备战。阿敏、硕托、听闻明军围攻滦州，派出图赖、阿山、吴拜、邦素、伊勒木等将领率护军，相机偷袭明军阵营。又遣大臣巴都礼，率兵数百人，往援滦州。巴都礼等以深夜作掩护，于初十二凌晨进入滦州，参与决战。
十二日，黎明。马世龙、尤世禄各布誓词于军，以三百两白银，招募先登之士。当时军中有退缩的千总和三名士兵，祖大寿立刻斩杀了退缩的官兵。马世龙也斩杀了一名逃跑的千总。各大将帅都亲自上战场督战。
战斗开始，明军使用炮火和箭矢射击城上，随后布置梯子向城墙进攻。后金军防守充足，使用滚木和火药罐防御打击明军。明军攀登梯子的士兵会坠落，但后续的士兵会继续攀登；前面的明军死亡，后面的士兵仍然勇往直前。
明军使用西洋大炮，射击城上垛口，使后金军无法投掷火药罐。同时明军还用锹鐝铲子，挖掘城墙下方，并成功挖开了一段缺口。然后明军将大炮放入墙壁缺口，从城下进行炮击，还使用西洋炮从中射击，每一次炮击后都能听到建筑倒塌或人的惨叫声。
后金军从东门突击，意图破坏城下明军火炮。祖大寿已经严阵以待，明军摆却月阵型，万弩齐发，后金军撤回城内。祖大寿将城下火炮转移，布置在高阜丘陵和屋顶脊上，以便用更好的射击角度攻打城墙。
中午，明军火炮弹药不足，乐亭的运输队到达，令明军士气大增，而后金军的弹药箭矢则几乎消耗光了。明军成功登上城墙，后金军顽强地殊死抵抗。于是明军发动决战进攻，大量士兵攀爬云梯，登上城墙。云梯中掉落的明军士兵尤如连贯的珠子，而没掉落的士兵则和队友继续在城上战斗。
大将亲自上场督战，距离城墙只有五六十步，箭矢射中肩膀和马匹，或飞过头顶，都没退缩怯懦。
还有许多明军在填补壕沟，利用囊袋装满沙土，或拖拽着柴禾，投入壕沟，有成千上万的士兵云集一起。而附近乡村的男丁都在帮助明军，在村庄里搜集物资，取饮用水，取门板作成盾牌，寻觅钁铲和梯子各色道具，供应给攻城的明军阵营。
在东门，祖大寿队伍先摧毁了三座城角楼，三座角腰台，和数十个城上垛口，曹文诏使用喷筒纵火焚烧城楼。其中一些骑兵步行，与黄龙一同登上城墙，竖起一面旗帜，使用长矛抵挡箭矢，虽然受伤但不退缩，并击杀城上后金兵，为万人所喝彩。
东南角，固原队伍与祖大寿队伍一起，摧毁了角楼。
南门，由临洮队伍镇守，确保后金军无法突围。
西南角，固原队伍又同宁延队伍一起，摧毁角楼，和附近楼台。
在西门，宁延队伍也摧毁了城楼，和七八十临个垛口。
当时明军以喷筒乘着风势纵火，焚毁城墙悬楼。然而，后金军也破坏悬楼木材、并用纵火焚烧尸体等手段，以阻止明军的进攻。
突然大雨犹如倾盆而下，明军暂时撤退，祖大寿挑选战力保存较好的队伍集结，并命令士兵安静地出发往城北山麓，下令埋伏的十一名将领检查兵器，准备战斗。马世龙、曹文诏等将领也参与了伏击战。明军伏击队等待了相当长的时间，士兵们也感到疲惫不堪。突然间大雨洒落，如同洗涤了士兵们的疲惫和困顿，让精神焕发出百倍的力量。
深夜，后金军趁着大雨北逃，抵达山麓。此时明军埋伏的士兵四面齐起，甲马的声音与风雨声混杂在一起，使得山谷震撼。其中一名后金兵举起长枪突击，但黄惟正应声射杀此后金兵。后金军队大乱，惊慌失措，胆魄跌落，四处乱窜转辔，被击杀的尸体互相堆积在一起，后金军一路崩溃逃入永平城。而明军一路追杀，直到永平城外才停止了追击。
后金军队的士兵，有的小队二十人，或小队三十人，互相结成小队突围逃跑。由于士兵中有疾病或受伤，以及缺乏马匹，大约有四百余人阵亡于逃亡途中，部分士兵逃到了永平城内。期间包括一名正白旗军官，滕应元，阵亡了。
孙承宗派遣官员犒劳将士，祭祀阵亡忠勇。此战，祖大寿的队伍伤亡很多。
战后纪录功绩，祖大寿队伍斩获七百五十三首级，擒获东夷十一伪官、六面旗甲、马匹一千三百多。而弓刀不计其数。马世龙总理镇下斩获二百三级，器甲马匹五百有奇，而有伪龙饰旗甲；固原镇斩获一百三十九级；临洮镇斩获七十一级；延绥镇斩获八十三级；宁夏镇斩获二百十二级；永平道斩获九级，擒活夷四。
各个队伍缴获的战利品，都由本队自行分配。
孙承宗传令，除首叛外，不允许随意杀害人，面目不清的尸体不算战绩，以遏制贪杀剃头汉人的行为。四门开放，军队严明纪律，安抚还存活的城市居民，立即修复倒塌的城垣，以便进行驻防。

## 迁安之战
阿敏得知滦州危险，下令控制迁安县的居民，并带入永平府，且准备从永平离开。
五月初四，朱梅挑选汉夷亲兵，又调中前游击朱国柱，及右部副将，王应晖健丁、奇武营都司张文善官丁、石门路副将张国振骑兵，汇合孙承宗标下骁骑营，以游击靳国臣、招练营都司冷允登，作为统领。各队伍在山海关准备骡驼和粸炒干粮，集结出征迁安，以夺回城池为功绩。
另外，朱梅派遣驻建昌的刘邦域统领步兵，叶时新的步兵，以坐营游击王良臣统领，星夜前往燕河，镇守建昌城。
初八，王维城、马明英、刘邦域、孙承业和靳国臣等将领集结在建昌城，以轻骑兵巡逻城东郊外，斩杀后金军军的斥候，以切断交流绝其耳目。
初九，大军扎营于城外蟒山，深夜时分抵达城下，尝试了围攻试探。后金军表现出不愿大战的态势，于是明军停止了攻城。建昌队伍派出轻骑哨丁，在城东不断靠近城下骚扰，以逼迫后金军主动撤离。
十三日，再次围攻城池，以一支队伍拦截道路，另一支部队堵住各个城门。午后大雨，后金军趁大雨掩护，闯出南门，快速奔逃而不交战。明军拦截了人口俘虏和牲畜，但由于雨夜和山林的遮蔽，无法追击。靳国臣带队入城，遵循命令，不随意杀人，不随意搜刮民间财物，而迁安城中没有人丧生。但有一些迁安居民已经被带往永平，并死在了永平城。

## 永平之战
五月初七，中军将领何可纲，领握奇营中军刘抚民、山海路将申其佑、孙承宗标下将备岳维忠、牛允中、李平东等将领，率大军前往永平，抵达城外双望，分布驻扎鞍山各地，同时乡兵也四散屯驻，形成攻城的态势。
何可纲本部有四百骑兵，并收集各类可用的坐骑马匹，且乡民也提供了一部分马匹给明军，合计一千余马匹。有骑兵以及大批乡兵辅助，声威壮阔，甚至连后金军侦察兵都不敢靠近明军阵营了。
一旦明军靠近城市，后金军侦察兵就会通过炮击发出信号，同时永平城也会以炮火回应信号。然而由于明军逼近，后金军越来越频繁猜疑，就连乡兵靠近城市也有炮击信号。
十四日凌晨，何可纲带队追击后金军侦察兵，抵达城下。后金军有一部分驻扎在城外东部阵地。何可纲等人击破此阵地，一路追击向北，斩二十首级，明军突破城门进入城内。城南也有一处后金军阵地，黄惟正带队进攻，斩首级五十九，生擒二，并缴获了大旗、弓刀、甲马等大量物资。
阿敏将永平城内的归降汉官者全部处决，包括巡抚白养粹、知府张养初、太仆寺卿陈王庭、行人司崔及第、主事白养元、知县白珩、掌印官陈清华、王业弘、陈延美、参将罗墀、都司高攀桂等人，一概杀戮。同时，他们屠杀了城中的百姓，并搜刮其财物。然后趁夜色掩护，放弃了永平城，北上长城冷口，班师沈阳。
此时，邱禾嘉、张春、马世龙、祖大寿等将领也一同进入永平。随后，祖大寿派遣精锐骑兵，追击后金军，而马世龙也出兵追击。一路追击到达冷口，斩杀了许多后金军。
孙承宗推断，白养粹和崔及第等叛徒之所以被处死，是因此明军多次派间谍在他们的身边。尽管白养粹等叛徒坚决处死了明人间谍，但是依然引起了怀疑。后金军将领怀疑白养粹只是在伪装忠于后金，实际上要和明军里应外合抓住后金军，最终猜疑变成了杀戮白养粹等叛徒。
十六日，孙承宗抵达永平，旨在恢复秩序、平息纷争。许多归顺后金的汉人官员被杀害了，因为后金军怀疑是汉人官员勾结明军大举进攻滦州城。他们家族还有一些人存活，以妇女居多。白养粹的妻妾都被绞杀在屋梁上，崔及第的母亲、张养初的妻子和女儿则还存活，而原任太仆卿陈王庭虽然剃发但未归顺后金也全家存活。
孙承宗宣布安抚难民，各自安居，禁止互相攻击和追责，禁止士兵掠夺妇女。

## 遵化之战
五月初十，张凤翼、吴阿衡并同顺天巡抚许如兰，以宋伟同关外副将谢尚政、川湖副将邓玘等将领，前往遵化。
十四，抵达遵化城下扎营。后金军曾有队伍从潘家口和洪山口出发，支援遵化，但被明军击退。
十六，攻城开始，谢尚政麾下守备，向葵，率先登上城墙。随后三十多名士兵蜂拥而上，打开城门。
镇守遵化的察哈喇等将领，放弃遵化，率领后金军队从北门逃离，成功突围北上。
战后记录功劳，宋伟队伍斩获三百五十四首级，生擒叛逆一、活夷一；谢尚政队伍斩获四百一十四首级，生擒叛逆一；邓玘队伍斩获五百三十五首级，生擒叛逆十三；中协副总兵李秉春队伍于潘关、龙井、洪山等处，亦有斩获，并收复了这些关卡。
孙承宗又下令，祖大寿队伍发刘天禄、韩大勋和孙定辽等三个营的兵马出关，前往红螺山进行埋伏和袭击。刘天禄等将领刚出征追击后金军，斩获首级十八颗。

## 战果结算
孙承宗上奏书，崇祯三年五月以来，滦州、永平、遵化和迁安相继收复。根据总兵官祖大寿等人的报告，明军追杀转战了三百多里，合计四城斩杀三千余，其中包括伪知府张养初首级一颗，生擒东夷𤠇𤠇（犭革）木等二十一名，
又生擒其伪都堂马思恭、伪兵道贾维钥、伪知州扬熠、伪都督李际春、伪守备吕及第、伪备御张世禄、张克明、石国鼎、勾（虏）叛首柴通，勾结后金为内应的朱运泰、卜文璜，献俘给皇帝陛下。
臣由衷地欢欣庆贺，谨向陛下顿首致敬。臣衷心祝愿陛下万年长治，威震历代。臣深信陛下聪慧睿智，文武圣神。
朝廷得知遵永四城大捷，即刻发白银十万两，犒赏大军。

## 后续
在这四个多月的入口作战中，皇太极对明朝地方官民发布了很多招降的“谕令”，并不断派遣使者要求与明朝政府议和。这里既表现出他对已夺取的土地不肯放弃，也对未得到的地方心向往之。
皇太极得知五月间遵永之战结果，下令严格盘查逃回后金的八旗军。凡是放弃永平、迁安、滦州而逃回的贝勒大臣，所带的牲畜和行李，都要没收入官库。对于逃回的八旗军士兵，则对行李进行搜查，金银、丝绸、绸缎和各类奢侈品都要没收。至于毛青布衣服，士兵可以保留。
皇太极对结果极为愤怒，召集各贝勒大臣训斥曰，贝勒阿敏、台吉硕托和其他大臣们，天赐予后金城池和土地，却选择放弃它们而回来。滦州城被攻陷时，滦州的军官是否带着全体士兵们回来了？而驻守永平的贝勒阿敏、台吉硕托和其他大臣，是否守城抵抗过后才失去了永平城？你们就匆忙地返回，没有收拢军队的尾部，结果被明朝袭击。你们珍视明朝的金银、华丽绸缎、蟒缎和缠足的残疾女人，却对我们的士兵不屑一顾，抛弃他们。
随后阿敏贝勒自认罪过，其他军官们也无话可说。于是皇太极下令，逃回者总兵官以下，备御以上，其中有职务的军官都逮捕了。
当时明朝天下各地纷纷派遣援军勤王，包括关内、宁、蓟州、昌平等地的军队，总数可达三十万人。经过七个月的战斗和防守，先后夺回约四座大城市、四十座关卡堡垒。宣布先后累计斩杀后金军九千余人，成功守住了许多阵地，在关内有千里范围，辽东则有四百里防线，坚守住了大城市有二十座，堡垒共有六十座。
明朝文武功勋，共有七千九百余人表现出色，有功劳的士兵达到二万余人。崇祯皇帝对孙承宗说，卿作为纶阁元臣，展现了卓越的功绩，朕心悦诚服，舆论都期待着卿的带领，切勿推辞。
大战尘埃落定，而多数战绩都属于袁崇焕所训练的辽东军队，当时一些大臣和辽军祖大寿为袁崇焕求情。
1630年（明崇祯三年、后金天聪四年）八月，崇祯帝凌迟处死袁崇焕。《明史》评价“边事益无人，明亡征决矣”。